# Euxoa pallida
Euxoa pallida är en fjärilsart som beskrevs av Tutt 1892. Euxoa pallida ingår i släktet Euxoa och familjen nattflyn. Inga underarter finns listade i Catalogue of Life.